# قطن بي تي
قطن بي تي، نوع من القطن المعدل وراثياً ليقاوم الآفات بإنتاج مادة مبيدة للحشرات لمكافحة دودة القطن (دودة اللوز).

## خلفية تقنية
تنتج سلالات البكتيريا العصوية التورنجية (باللاتينية: Bacillus thuringiensis)‏ أكثر من 200 سم مختلف من سموم الدلتا إندوتوكسين [الإنجليزية]، وإليها يرجع الاختصار «بي تي». ويضر كل نوع من هذه السموم بنوع مختلف من الحشرات، والجدير بالذكر أن هذه السموم قاتلة ليرقات العث والفراشات والخنافس ودودة اللوز القطنية والذباب، ولكنها غير ضارة بأشكال الحياة الأخرى. أدخل التميز الجيني لإنتاج سم البي تي في القطن بصيغة جينات متحورة، وأدى ذلك إلى إنتاج نبتة القطن هذا المبيد الحشري الطبيعي في أنسجتها. ففي الكثير من المناطق تشكل يرقات حرشفيات الأجنحة الآفة الرئيسية التي تصيب محاصيل القطن، وتقتل بواسطة بروتين بي تي الذي ينتجه القطن المعدل وراثياً الذي تأكله، ويلغي ذلك الحاجة إلى استخدام كميات كبيرة من المبيدات الحشرية العامة لقتل الحرشفيات (وقد طور بعضها بالفعل مقاومة لمبيد البيرثرويد الشائع)، كما يصون ذلك معيشة الحيوانات التي تعيش على افتراس الحشرات في بيئة المزرعة، ويساهم بشكل كبير في إدارة الآفات المتكاملة.
من جانب الآخر يعجز قطن بي تي عن مقاومة آفات قطن أخرى مثل الضمجيات والبق ذي الرائحة الكريهة والمن، التي قد تدفع الظروف إلى استخدام المبيدات الحشرية للوقاية منها. وقد توصلت دراسة أجراها عام 2006 باحثون من جامعة كورنيل ومركز السياسة الزراعية الصينية والأكاديمية الصينية للعلوم حول زراعة قطن بي تي في الصين، إلى أنه بعد سبع سنوات من استخدام قطن بي تي قد زادت هذه الآفات الثانوية التي كان يتحكم فيها عادةً باستخدام المبيدات، مما استلزم استخدام مبيدات الآفات في نفس الوقت. مستويات القطن غير Bt وتسبب ربحًا أقل للمزارعين بسبب النفقات الإضافية للبذور المعدلة وراثيًا.

## آلية العمل
اصطنع قطن البي تي بإضافة كود جين لإنتاج بلورات سمية في مجموعة Cry من السموم الداخلية. وتتحلل هذه السموم عندما تأكل الحشرات نبات القطن بفعل ارتفاع درجة الحموضة في معدة الحشرة، وترتبط الجزيئات المذابة والنشطة ببروتينات تشبه الكادرين في الخلايا التي تحتوي على جزيئات الحافة الفرشاتية على سطح الخلية التي يفصل ظاهر أغشيتها تجويف الجسم عن القناة الهضمية، ويسمح فقط بمرور العناصر الغذائية. ترتبط جزيئات السم بالمواقع التي تسمح بتدفق البوتاسيوم في القناة الهضمية الوسطى والقنوات الأيونية، ويؤدي فقدان تنظيم تركيز البوتاسيوم إلى موت الخلايا، ويؤدي موت هذه الخلايا السطحية إلى حدوث فجوات في الحافة الفرشاتية.
تختلف هذه الطريقة عن استخدام المبيدات الكيميائية العادي بحضور هذا السم في الحقل باستمرار، حيث تتاولها الحشرات مع غذائها بدلا من رشها بصورة منفصلة، وبانتقائيتها الحيوية حيث لا تضر بالمنظومات الحيوية غير المستهدفة.

## تاريخ تطور قطن البي تي
صدرت الموافقة على بتجربة قطن البي تي ميدانيا في الولايات المتحدة عام 1993، وسمح باستخدامه تجاريا هناك في عام 1995، وفي عام 1997 سمحت به الحكومة الصينية.
في عام 2002، قدم مشروع مشترك بين شركتي مونسانتو وماهيكو [الإنجليزية] لإنتاج قطن بي تي في الهند.
في عام 2011 أُنتج في الهند أكبر محصول قطن معدل وراثيًا في مساحة 10.6 مليون هكتار، في حين بلغ محصول القطن المعدل وراثيا في الولايات المتحدة 4 مليون هكتار، وتليهما في المساحة الصين بـ3.9 مليون هكتار، وباكستان بـ 2.6 مليون هكتار. بحلول عام 2014 كان 96٪ من القطن المزروع في الولايات المتحدة، و95٪ من القطن المزروع في الهند معدلًا وراثيًا. الهند هي أكبر منتج للقطن والقطن المعدل وراثيًا اعتبارًا من 2014.

## مزايا
يتميز قطن البي تي عن القطن العادي بعدة مزايا هي باختصار:
- يزيد من محصول القطن بسبب السيطرة الفعالة على ثلاثة أنواع من ديدان القطن هي ديدان اللوز الأمريكية والمرقطة والوردية.
- الحشرات التي تنتمي إلى فصيلة ديدان اللوز حساسة للبروتين السام الذي ينتجه جين بي تي، الذي بذلك يحمي القطن انتقائيا من ديدان اللوز.
- الحد من استخدام المبيدات الحشرية في زراعة القطن، الذي تعتبر فيه ديدان اللوز من الآفات الرئيسية.
- انخفاض محتمل في تكلفة الزراعة (حسب سعر البذور مقابل تكاليف المبيدات الحشرية).
- السماح بتكاثر كائنات أخرى تقتات على بيوض ويرقات ديدان اللوز.

تتمثل حسنات قطن البي تي الرئيسية في تقليل رش المبيدات، والفوائد البيئية التي تنجم عن ذلك. زرعت الصين قطن البي تي لأول مرة في عام 1997 استجابة لتفشي دودة لوز القطن (باللاتينية: Helicoverpa armigera)‏، التي كان المزارعون يكافحون للسيطرة عليها باستخدام المبيدات التقليدية. وكذلك في الهند والولايات المتحدة، خفف هذا القطن في البداية من مشاكل الآفات، مع زيادة المحاصيل وتحقيق أرباح أعلى للمزارعين.
أظهرت الدراسات أن خفض كميات المبيدات التي ترشّ على محاصيل القطن قد عززت التنوع البيولوجي من خلال السماح للأنواع غير المستهدفة مثل الدعسوقة والعناكب بأن تصبح أكثر وفرة. كما وجد أيضاً أن استراتيجيات إدارة الآفات المتكاملة قد أصبحت أكثر فاعلية بسبب انخفاض مستويات المبيدات الحشرية التي تشجع على نمو مجموعات الأعداء الطبيعية.
في الهند وحدها، أدى تبني قطن البي تي على نطاق واسع النطاق إلى انخفاض في حالات التسمم بمبيدات الآفات بلغ 2.4 و9 ملايين حالة، ولوحظ انخفاض مماثل في بلدان أخرى.

## الآفات المقاومة لـسم البي تي
بعد إدخال قطن البي تي إلى شمال الصين، أصبحت الآفات غير المستهدفة مثل الضمجيات (البق) أكثر وفرة بسبب تقليل رش المبيدات. وفي عام 2013، كانت المشكلة التي لوحظت في جميع أنحاء العالم هي تطوير الآفات المقاومة لـسمّ البي تي، وقد حد ذلك من فائدة استخدام هذا النوع من القطن.
كانت أهم مسببات انتشار الآفات المقاومة للبي تي في الهند والصين نسبة قطن البي تي العالية التي بلغت 90٪ و95٪ من القطن المزروع في عام 2011، وقلة مناطق اللجوء، أي المناطق المزروعة بقطن عادي يسمح بتكاثر الديدان فيها دون أن تطور مقاومة.
تحد مناطق المحاصيل العادية من تطور المقاومة في الآفات المستهدفة، وتنصح وكالة حماية البيئة الأمريكية بأن يكون لدى المزارعين مناطق ملاذ تتراوح ما بين 20-50٪ من المحاصيل غير المحتوية على بي تي نطاق 0.8 كيلومتر من الحقول المزروعة بقطن البي تي. لم تظهر مثل هذه المتطلبات في الصين، حيث اعتمد المزارعون بدلاً من ذلك على مناطق الملاذ الطبيعية لتقليل المقاومة.
في عام 2009 جُرّب في ولاية أريزونا حل جديد لمشكلة المقاومة، حيث أطلقت ذكور ديدان لوز وردي (باللاتينية: Pectinophora gossypiella)‏ عقيمة في مجموعات من نظيراتها البرية المقاومة للبي تي، وكانت الفرضية هي أن تزاوج الذكور العقيمة مع عدد قليل من الإناث الباقيات على قيد الحياة، اللاتي طورن مقاومة للسم، سيحد من تكاثرهن في الجيل الثاني. وقد لوحظ بالفعل انخفاض كبير في ديدان اللوز الوردية، حيث لم يعثر سوى علي يرقتين من دودة اللوز الوردية بحلول السنة الثالثة من الدراسة.

## جدل وتطورات

### في الهند
دار في الهند جدل واسع حول قطن البي تي، بسبب فشله المفترض في تقليل الحاجة إلى استخدام مبيدات الآفات، وفي زيادة المحاصيل. كما دحضت الصلة بين إدخال هذا النوع من القطن وحالات الانتحار بين المزارعين، في حين أشارت دراسات إلى انخفاضها منذ إدخال هذا القطن، الذي ما زال يمثل 93% من القطن المزروع في الهند.
توفّر بذور قطن البي تي في ولاية ماهاراشترا لدى شركة التكنولوجيا الحيوية الزراعية Mahyco، وهي المسؤولة عن توزيعه.
في عام 2001، وقبل الترخيص لقطن البي تي الذي تنتجه مونساتو وماهيكو، باعت شركة نافبهارات سيدس بذور قطن بي تي بصورة غير قانونية وغير مرخص بها، ونما ذلك القطن على مساحة 11000 هكتار في ولاية كجرات.
زاد استخدام قطن البي تي في الهند منذ إدخاله في عام 2002، فبعد ثماني سنوات من نشره أصبحت الهند مصدّر القطن الأول عالمياً، وثاني أكبر منتج للقطن في العالم. وقد طوّرت في الهند أصناف جديدة من قطن البي تي مثل بيكانيري نيرما، وأنواع هجينة مثل NHH-44.
تؤكد الدراسات الاستقصائية الاجتماعية والاقتصادية أن هذا القطن ما زال يقدم فوائد زراعية واقتصادية وبيئية، ويرفع من مستوى الرفاهية الاجتماعية لدى المزارعين وفي المجتمع الهندي، وقد تقلص استخدام المبيدات إلى النصف وتضاعف حجم المحصول.
كان نجاح الهند خاضعاً للتدقيق. فبذور مونسانتو باهظة الثمن وتفقد قوتها بعد جيل واحد، وقد دفع ذلك المجلس الهندي للبحوث الزراعية إلى تطوير مجموعة أرخص من قطن البي تي يمكن استخدام بذورها في الجيل الثاني، وقد دمج بهذا القطن جين cry1Ac من بكتيريا التربة (باللاتينية: Bacillus thuringiensis)‏، الذي جعل القطن سامًا لديدان اللوز. ولكن هذا الصنف أظهر عائداً ضعيفاً وسحب في غضون عام، كما احتوى على سلاسل حمض نووي مملوكة لشركة مونسانتو، مما استوجب إجراء تحقيق.
ظهرت في بعض مناطق الهند حالات من المقاومة المكتسبة ضد قطن البي تي، وقد اعترفت مونسانتو  أن دودة اللوز الوردية مقاومة للجيل الأول من قطن بي تي المعدل وراثياً، الذي يعبر عن جين بي تي واحد هو Cry1Ac.
حظرت ولاية ماهاراشترا بيع وتوزيع قطن البي تي في عام 2012، من أجل الترويج للبذور الهندية المحلية التي تتطلب كميات أقل من المياه والأسمدة والمبيدات الحشرية، ولكنها رفعت الحظر في عام 2013.
نجحت جامعة البنجاب الزراعية (PAU) في تطوير أول أصناف قطن البي تي في البلاد، وقد عرّف المجلس الهندي للأبحاث الزراعية ثلاثة أنواع هي PAU Bt 1، وF1861، وRS 2013، للزراعة في البنجاب وهاريانا وراجستان،، وتقدم هذه الأنواع بدائل أرخص لبذور القطن المهجنة.

### في الولايات المتحدة الأمريكية
في هاواي حُظرت زراعة القطن المعدل وراثيًا منذ عام 2013، مع السماح بالتهجين مع أنواع القطن البري (القطن الوبري)، كما يحظر القطن المعدل وراثيا في بعض مناطق ولاية فلوريدا.

### في افريقيا

#### بوركينا فاسو
حظرت بوركينا فاسو، وهي أكبر منتج للقطن في إفريقيا، القطن المعدل وراثيًا في عام 2016، بسبب مخاوف اقتصادية ومسائل تتعلق بالجودة.

#### كينيا
رخص لقطن البي تي في كينيا في عام 2016 بعد أن ووفق عليه من قبل الهيئة الوطنية للسلامة الحيوية بشرط موافقة والهيئة الوطنية لإدارة البيئة على زراعته، وتروّج الحكومة لاستخدامه متوقّعةً زيادة كبيرة في الإنتاج ورفع درجة الاكتفاء المحلي به.